# Говард, Эбенизер
Эбенизер Говард (Sir Ebenezer Howard) /ˌɛbɪˈniːzər ˈhaʊərd/ (29 января 1850 — 1 мая 1928) — английский философ и социолог-утопист, известный своей публикацией «Города-сады будущего» (Garden Cities of To-morrow) (1898), в которой описан утопический город, где люди живут вместе, в гармонии с природой. Публикация привела к основанию движения город-сад, а также к попыткам построения подобных городов в Великобритании в начале XX века.

## Ранние годы
Эбенизер Говард родился в Лондоне, в семье лавочника. Учился в школах графства Саффолк и Хертфордшир, а затем подрабатывал канцелярским служащим. В 1871 году в возрасте 21 года, под влиянием своего дяди, который занимался сельским хозяйством, Говард эмигрировал с двумя друзьями в Америку, собираясь стать фермером, но затем оставил эту затею, отправившись в штат Небраска. Позже он переехал в Чикаго, где был корреспондентом различных газет. В США он познакомился с известными поэтами Уолтом Уитменом и Ральфом Уолдо Эмерсоном и начал размышлять об улучшениях качества жизни.

## Поздние годы
К 1876 году Говард вернулся в Англию, нашёл работу в компании Hansard, где и проработал до конца своей жизни. После смерти, все его наследство перешло к внуку крикет-менеджеру Джеффри Говарду, а также к правнучке, поэтессе и издателю Джои Бернард Говард.

## Влияния и идеи
Говард много читал, одним из любимых произведений, оказавших влияние на формирование его идей, был утопический роман «Взгляд назад» (Looking Backward) (1888) Эдварда Беллами, а также экономический трактат Генри Джорджа «Прогресс и бедность». Он много размышлял о социальных проблемах и осуждал концепцию современных городов, полагая, что люди должны жить в местах, которые будут сочетать в себе лучшие стороны как города, так и поселка.

## Публикации

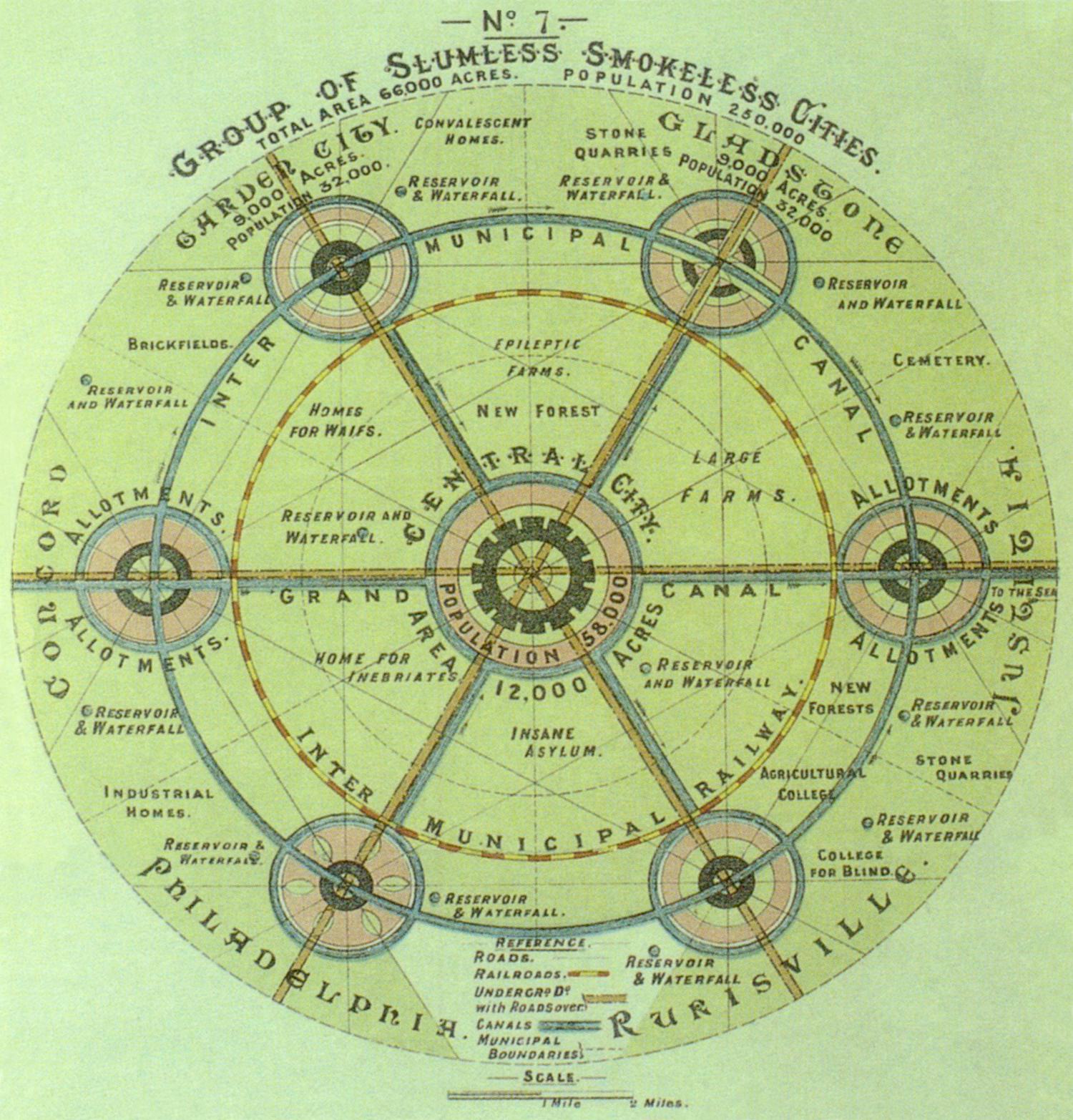
Оригинальная концепция города-сада Эбенизера Говарда, 1902.

Единственным трудом его жизни было философское эссе «Будущее: мирный путь к реальным реформам» (To-Morrow: A Peaceful Path to Real Reform), впоследствии переизданное в 1902 году под названием «Города-сады будущего» (Garden Cities of To-morrow). Эта книга предлагает построение городов без трущоб, где люди смогут пользоваться многими преимуществами, при этом не отрываясь от сельской местности. Он иллюстрировал эту идею в знаменитой диаграмме «Три Магнита», в которой рассматривается вопрос о выборе бытия: «Город», «Деревня» и «Город-деревня». Он предложил создание новых городов ограниченного размера, которые будут постоянно окружены сельской местностью. Такие города-сады были использованы в качестве модели для многих пригородов. Говард считал, что своеобразные города-сады — идеальное сочетание города и природы. Эти города будут в значительной степени независимо управляться гражданами, но экономический интерес в них, а также земля, на которой они должны были быть построены, будут находиться в собственности группы доверенных лиц и сданы в аренду гражданам.

## Награды
- Орден Британской империи в 1924 году.[6]
- Рыцарь-бакалавр в 1927 году.[7]